# Cliff Tucker
Cliff Tucker (El Paso, 12 gennaio 1989 – Balmorhea, 28 maggio 2018) è stato un cestista statunitense, professionista nella D-League.